# Rhinotyphlops leucocephalus
Rhinotyphlops leucocephalus är en ormart som beskrevs av Parker 1930. Rhinotyphlops leucocephalus ingår i släktet Rhinotyphlops och familjen maskormar. Inga underarter finns listade i Catalogue of Life.
Denna orm förekommer endemisk i centrala Somalia. Arten hittades i kulliga områden vid 730 meter över havet. Angående habitatet och levnadssättet finns inga uppgifter. Honor lägger antagligen ägg.
Det är inget känt om populationens storlek och möjliga hot. Fram till 2019 upptäcktes endast ett exemplar. IUCN listar arten med kunskapsbrist.